# Sto dnej posle detstva
Sto dnej posle detstva (Сто дней после детства - in italiano Cento giorni dopo l'infanzia) è un film del 1975 diretto da Sergej Solov'ëv.
È un film drammatico sovietico a sfondo romantico con Boris Tokarev, Tat'jana Drubič, Irina Malyševa e Jurij Agilin. Il film partecipò al Festival internazionale del cinema di Berlino del 1975 e Solov'ëv vinse l'Orso d'argento per il miglior regista.

## Produzione
Il film, diretto da Sergey Solovyov su una sceneggiatura di Aleksandr Aleksandrov e Sergej Solov'ëv, fu prodotto dalla Mosfil'm.

## Distribuzione
Il film fu distribuito in Unione Sovietica nel dicembre del 1975. È stato distribuito all'estero anche con il titolo One Hundred Days After Childhood.
Altre distribuzioni:
- in Germania Ovest nel luglio del 1975 (Festival internazionale del cinema di Berlino)
- in Svezia il 22 dicembre 1975 (in TV)
- in Giappone il 26 giugno 1976
- in Finlandia il 3 dicembre 1976 (Sata lapsuudenjälkeistä päivää)
- in Ungheria il 1º dicembre 1977 (Száz nap a gyerekkor után)
- in Germania Est (Hundert Tage nach der Kindheit)
- in Polonia (Zapamietajmy to lato)
- in Russia (Сто дней после детства)